# Blackout (Scorpions-Album)
Blackout ist das achte Studio-Album der deutschen Hard-Rock-Band Scorpions, welches 1982 veröffentlicht wurde. Die Produktion dieses Albums, welches Sänger Klaus Meine als eines der drei wichtigsten der Band bezeichnet, war mit großem Zeitaufwand und Problemen verbunden. So verlor Meine inmitten der Produktion seine Stimme und war ein ganzes Jahr für die Band nicht einsatzfähig, wovon bei der Hälfte der Zeit noch nicht einmal Gewissheit darüber da war, dass Meine je wieder singen könnte. Dadurch mussten die Aufnahmen und die Veröffentlichung des Albums mehrere Male verschoben werden. Nachdem sich Meine wieder erholt hatte und die Produktion beendet hatte, kehrte er mit einer "neuen Stimme" in die Band zurück und vollendete das Album mit dem treffsicheren Titel Blackout.

## Hintergrund

### Produktion
Als sich die Band im März 1981, ein Jahr nach der Veröffentlichung des Albums Animal Magnetism, zu den Aufnahmen eines neuen Albums traf, sah sich die Gruppe einem großen Problem gegenübergestellt: Bereits in der Frühphase der Aufnahmen des Albums wurde bei Sänger Klaus Meine aufgrund permanenter Überstrapazierung eine Hornhaut auf seinen Stimmbändern festgestellt. So war es ihm vorerst nicht möglich, den Gesang für das Werk aufzunehmen. Für die Aufnahmen wurde von Dierks auf Wunsch der Band nach einem "geeigneten Studio in netter Umgebung" ein Haus in Südfrankreich – die Villa San Pecaire in einem kleinen Ort namens St. Jacques-Grasse – ausgewählt. "Es herrschte eine riesige Stimmung, sehr entspannt, sehr open minded", kommentiert Klaus Meine diese Umgebung. Doch dann kamen der Band die Stimmbänder ihres Sängers in die Quere. Später konnte Meine nicht einmal mehr mit seinen Bandkollegen sprechen und war gezwungen, seine Mitteilungen aufzuschreiben. Um in der Zwischenzeit noch ein Lebenszeichen von sich zu geben, nahm die Gruppe mit Hey You eine Single auf, auf der Gitarrist Rudolf Schenker als Sänger zu hören ist, Meines Stimme ist darauf im Hintergrund ebenso vertreten. Meine musste sich derweil zwei Operationen sowie zahlreichen Gesangsstunden unterziehen, um seine Stimme wiederzuerlangen. Erst im Februar 1982 konnten die Aufnahmen des Songmaterials schließlich beendet werden. Meine in einem Interview mit dem New Musical Express: "Meine Stimme zu verlieren war schlimmer, als ein Bein zu verlieren, weil ich das Gefühl hatte, machtlos zu sein, keine Kraft mehr zu haben". Nach diesem Vorfall hat sich der Stimmumfang des Sängers erweitert.

### Songwriting und Merkmale der Texte
Wie auch auf dem Vorgängeralbum wurden alle Songs von Bandmitgliedern der Scorpions geschrieben. Eine Ausnahme bildet der Titeltrack des Albums, an dessen Text neben Klaus Meine und Herman Rarebell auch dessen damalige Freundin Sonja Kittelsen mitgewirkt hat. Die Arrangements der einzelnen Songs wurden alle von Gitarrist Rudolf Schenker komponiert, während Sänger Klaus Meine an allen Texten – mit Ausnahme der beiden Rarebell-Kompositionen You Give Me All I Need und Arizona – mitwirkte. Blackout, Now! und Dynamite entstanden in Zusammenarbeit mit Rarebell. Wie auch schon auf Animal Magnetism drehen sich einige Texte um die Liebe (No One Like You, You Give Me All I Need, Arizona), aber auch ein sozialkritischer Song (China White) sowie zahlreiche "musikalische Liebeserklärungen" an die Fans (Can't Live Without You, Now!, Dynamite, When the Smoke Is Going Down) sind auf dem Album Blackout enthalten.

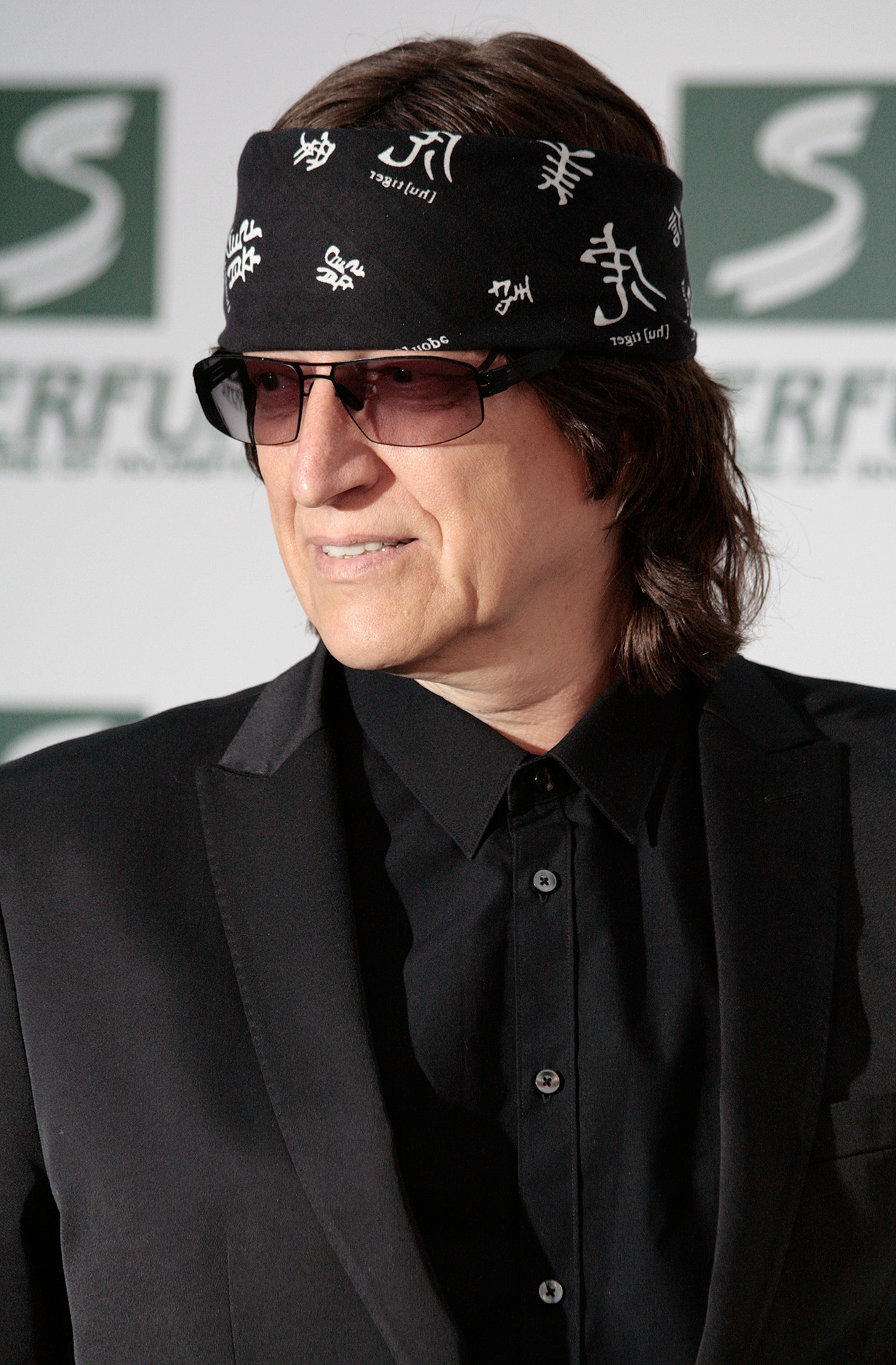
Gottfried Helnwein diente als Inspiration für das Albumcover (2009)

### Albumcover
Das Cover zeigt ein Selbstporträt des Künstlers Gottfried Helnwein. Diesen stellt Rudolf Schenker auch in dem Musikvideo No One Like You dar. Schenker über das Cover: "Ursprünglich hatten wir Hipgnosis für das Artwork beauftragt, doch eines Morgens sah ich in Stern genau dieses Helnwein-Gemälde. Ich rief Klaus an, wir beide waren uns sofort einig: Das Bild ist perfekt für unser neues Album! Helnwein ergänzte das Motiv nach unseren Vorstellungen und landete damit, genauso wie wir mit Blackout, einen Welterfolg."

### Tournee
Die Band begab sich 1982 auf eine neunmonatige Tournee, die unter dem Motto "Blackout" stattfand. Diese Tournee wurde von 1,1 Millionen Zuschauern besucht.

### Rezeption
Der Melody Maker bezeichnete Meines "neue" Stimme, als sei sie "mit dem besten rostfreien Krupp-Stahl plattiert worden." Christof Leim schrieb 2009 im Metal Hammer, das Album sei "eines der hochwertigsten Hard-Rock-Werke aller Zeiten, gespickt mit überragendem und facettenreichen Material." Es sei außerdem "ein Album für die Ewigkeit und der verdiente Durchbruch in der Riege der Superstars."
Das Album verkaufte sich bisher weltweit weit über 6 Millionen Mal. Alleine in den USA wurden bis heute etwa 3 Millionen Exemplare verkauft. Es erreichte als erstes ihrer Alben in der Heimat die Top 10 auf Platz 10 in Deutschland, nachdem die beiden Vorgänger Lovedrive und Animal Magnetism mit Platz 11 bzw. 12 dieses Ziel nur knapp verfehlten. Selbige Position erreichte es auch in den USA, wo Blackout 1984 mit Platin ausgezeichnet wurde, sowie Platz 11 in Großbritannien. Zudem war es in Frankreich auf der Nummer 1. Selbst in Mexiko wurde dem Album Gold verliehen. Das Lied No One Like You stand eine Woche auf Platz 1 der Mainstream-Rock-Charts und war im Jahr 1982 das am meisten gespielte Lied im US-Radio.
2011 wurde Blackout vom Guitarworld-Magazin auf Platz 1 der Besten Gitarren-Alben des Jahres 1982 gewählt.

## Titelliste

### Blackout
1. Blackout – 3:49
2. Can’t Live Without You – 3:47
3. No One Like You – 3:57
4. You Give Me All I Need – 3:39
5. Now! – 2:35
6. Dynamite – 4:12
7. Arizona – 3:56
8. China White – 6:59
9. When the Smoke Is Going Down – 3:51

### 50th Anniversary Deluxe Edition Bonustracks
1. Blackout [Demo Version] – 4:03
2. Running for the Plane [Demo Song] – 4:07
3. Sugar Man [Demo Song] – 4:22
4. Searching for the Rainbow [Demo Song] – 3:56

### Rock Pop in Concert DVD – 50th Anniversary Deluxe Edition Bonustracks
1. Blackout – 3:40
2. Loving You Sunday Morning – 4:46
3. Coming Home – 3:14
4. Always Somewhere – 4:11
5. Holiday – 3:04
6. Can't Live Without You – 6:34
7. Dynamite – 6:20
8. Can't Get Enough – 6:17
9. Make It Real – 3:33
10. The Zoo – 7:12
11. No One Like You – 3:53
12. Arizona – 3:47
13. The Story of "Blackout" [Interviews mit Klaus Meine, Rudolf Schenker, Matthias Jabs und Herman Rarebell] – 43:38

Videoalbum
- Track 1–10 Special Heavy Metal Night, 17. Dezember 1983, Dortmund Westfalenhalle
- Track 11 & 12 Music Videos

## Single-Auskopplungen
Die erste Single des Albums wurde Can't Live Without You mit dem Titel China White als B-Seite. Des Weiteren erschienen Now! sowie No One Like You im Jahr 1982. Zu diesem Lied drehte die Band 1983 ihr erstes offizielles Musikvideo.

## Andere Songversionen und Live-Aufnahmen
Gitarrist Rudolf Schenker konnte sich bei dem Lied China White nicht für ein spezifisches Gitarrensolo entscheiden, und so ist auf der US-Version ein anderes Solo zu hören als auf der europäischen Albumversion. Die andere Version des Liedes wurde in Europa aber u. a. auf der Compilation Best of Rockers ’n’ Ballads veröffentlicht. Auf dem Remix-Album Still Loving You (1992) ist eine neue Version des Liedes When the Smoke Is Going Down enthalten. Das Lied Dynamite wurde auf dem Album Moment of Glory (2000) mit den Berliner Philharmonikern in dem Titel Deadly Sting Suite instrumental verarbeitet.
Auf dem Livealbum World Wide Live wurden 1985 Live-Versionen der Titel Blackout, Can’t Live Without You, Dynamite und No One Like You veröffentlicht. Das Album Live Bites enthält eine Live-Aufnahme des Titels When the Smoke Is Going Down. Der 2009 aufgezeichnete USB-Stick A Night to Remember – Live in Essen enthält eine weitere Live-Aufnahme des Titelstücks Blackout.
Ebenso befinden sich auf dem Album Live 2011 die Stücke Blackout und When the Smoke is going down.
Das Album Comeblack enthält zudem die Songs No on like you und Blackout.

## Kommerzieller Erfolg

### Chartplatzierungen
| ChartsChartplatzierungen       | Höchstplatzierung | Wochen |
| ------------------------------ | ----------------- | ------ |
| Deutschland (GfK)              | 10 (24 Wo.)       | 24     |
| Schweiz (IFPI)                 | 77 (1 Wo.)        | 1      |
| Vereinigte Staaten (Billboard) | 10 (74 Wo.)       | 74     |
| Vereinigtes Königreich (OCC)   | 11 (11 Wo.)       | 11     |

| ChartsJahrescharts (1982) | Platzierung |
| ------------------------- | ----------- |
| Deutschland (GfK)         | 69          |

### Auszeichnungen für Musikverkäufe
| Land/Region               | Auszeichnungen für Musikverkäufe (Land/Region, Auszeichnung, Verkäufe) | Verkäufe  |
| ------------------------- | ---------------------------------------------------------------------- | --------- |
| Frankreich (SNEP)         | Gold                                                                   | 100.000   |
| Kanada (MC)               | Platin                                                                 | 100.000   |
| Mexiko (AMPROFON)         | Gold                                                                   | 100.000   |
| Vereinigte Staaten (RIAA) | Platin                                                                 | 1.000.000 |
| Insgesamt                 | 2× Gold · 2× Platin ·                                                  | 1.300.000 |

Hauptartikel: Scorpions/Auszeichnungen für Musikverkäufe